# 토쿄팝

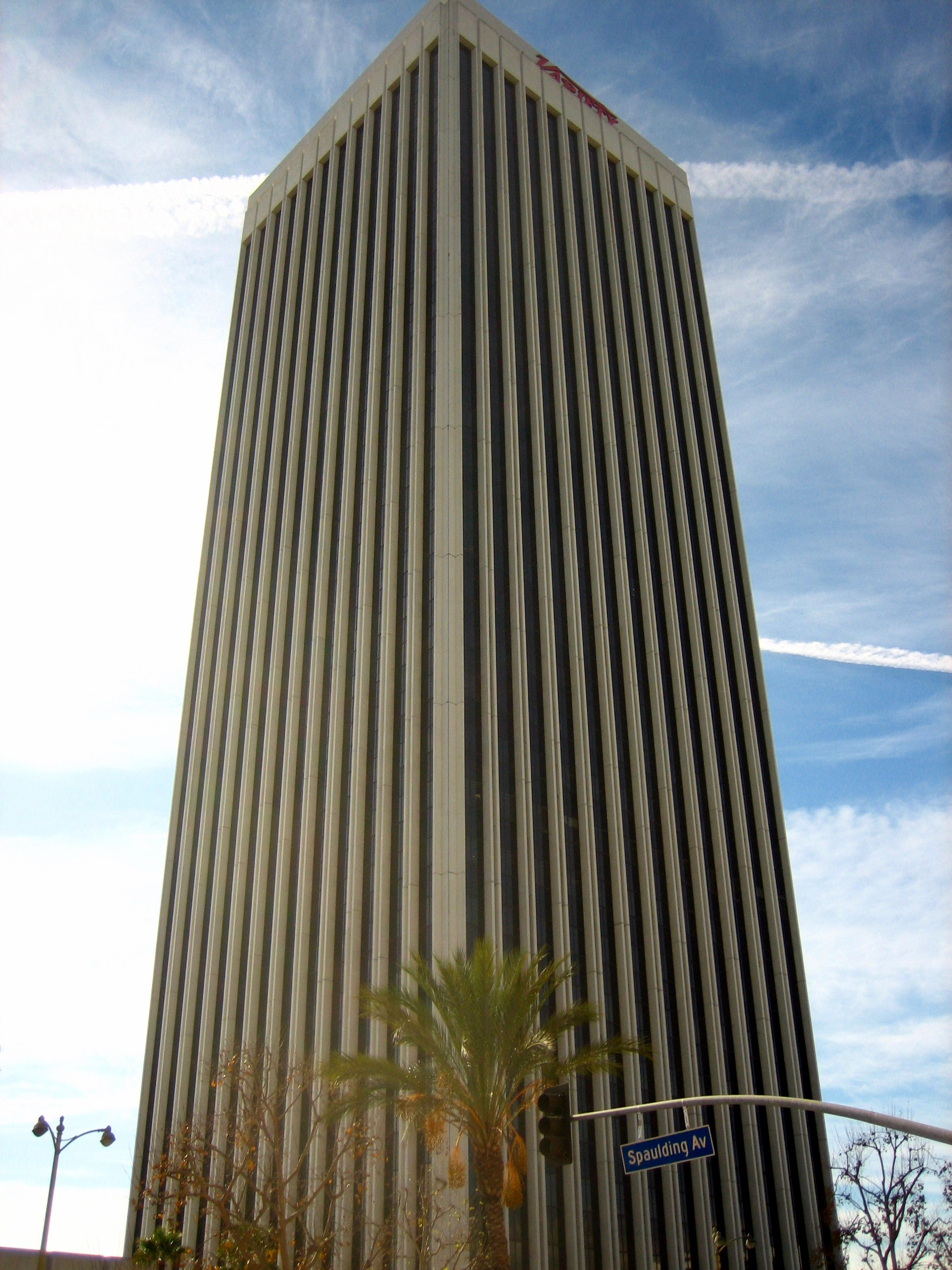
도쿄팝 본사가 위치해 있던 버라이어티 빌딩

토쿄팝(TOKYOPOP)은 일본 애니메이션, 만화, 대한민국의 만화, 서구권 일본 만화 스타일의 만화를 출판, 판매, 라이센스를 맡고 있는 기업이다. 도쿄팝은 이전에 미국 캘리포니아 로스앤젤레스 버라이어티 빌딩에 본사를 두고 있었으며 영국과 독일에 지사를 두고 있다. 도쿄팝에서 자체 제작한 작품은 현재 해외에 출판하고 있지 않고 있다.